# Tunel

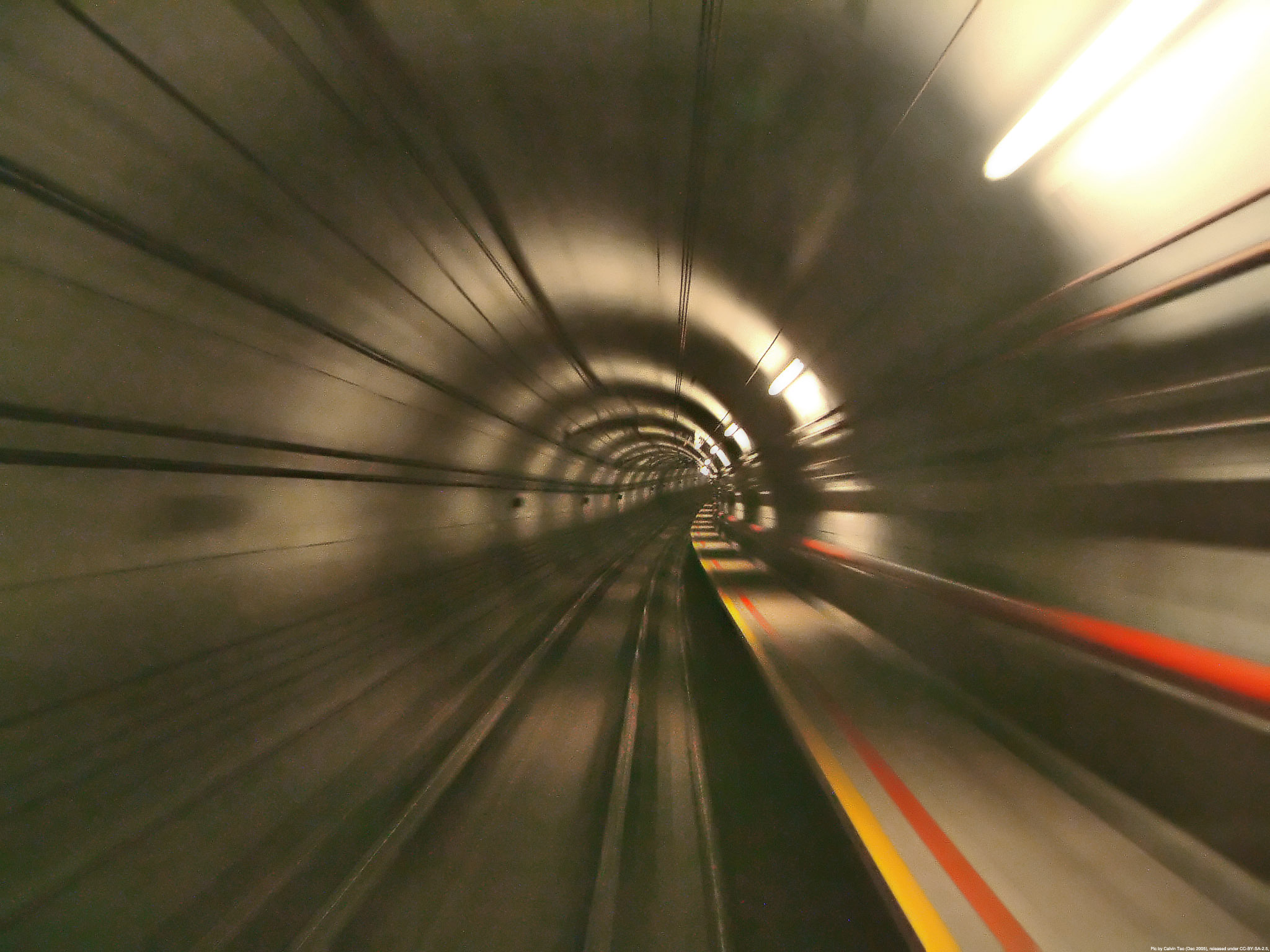
Tunel metra v Singapuru (severovýchodní trasa)

Tunel je dopravní stavba, která vede pod zemí skrz krajinnou vyvýšeninu, pod mořem, říčním tokem či městem. Obvykle slouží pro silniční, kolejovou nebo pěší dopravu. Vodní tunely vybudované k přivádění nebo odvádění vody se někdy označují též jako štoly. Železniční i silniční tunely i prostory metra ve válečných dobách mohou posloužit též jako protiletecké kryty pro obyvatelstvo nebo pro válečnou výrobu. Výstavba tunelu se nazývá tunelování. Metaforicky přenesený význam slova tunelování se stal označením pro druh hospodářského podvodu.
Nejdelším tunelem světa je železniční Gotthardský úpatní tunel ve Švýcarsku, který má délku 57 km.
V České republice je v roce 2009 nejdelším silničním tunelem tunel Panenská (2115 metrů) a z budovaných silničních tunelů tunel Blanka (5502 metrů), z železničních tunelů je nejdelší Ejpovický tunel (4150 metrů), zamýšlený Berounský tunel na vysokorychlostní trati Praha–Beroun by měl měřit asi 19 km. Celkovou délkou je však předčí tunely pražského metra nebo pražské kolektorové sítě. (Podrobněji v článku Tunely v Česku.)

## Historie tunelů
Nejstarší tunely se stavěly pravděpodobně pro účely zavlažování. Římané tunely využívali ke spojeni akvaduktů přivádějících vodu. První významný tunel pro přepravu nákladů byl postaven až roku 1670, kdy byl proražen 158 metrů dlouhý tunel srze skalnatý kopec blízko Béziers ve Francii. Stavbu tunelů urychlil vývoj železnice v 19. století. Tuto činnost významně usnadnil Marc Brunel, který roku 1818 vynalezl razicí štít během ražení tunelu pod Temží. Tento vynález významně ulehčil stavbu tunelů. První železniční tunely vznikly mnohdy metodou, při které byl vyhlouben velký výkop a ten se pak překryl. Pod vodou se tunel může stavět z prefabrikovaných betonových sekcí, které se upevní a spojí. Voda a kal je následně odčerpána. Existuje však více metod. Moderní způsob „automatického“ hloubení tunelů, využívá hydraulicky poháněnou frézovací hlavu s řeznými zuby z karbidu wolframu.

## Nejdelší tunely světa
Seznam obsahuje všechny tunely dlouhé nejméně 16 km. Nezahrnuje tunelové vodovodní přivaděče, kolektory ani tunely metra.
| Název                       | Stát                         | Délka v m | Zahájení provozu | Využití    | Trasa                            |
| --------------------------- | ---------------------------- | --------- | ---------------- | ---------- | -------------------------------- |
| Gotthardský úpatní tunel    | Švýcarsko                    | 57 072    | 2016             | železniční | Curych – Lugano                  |
| Seikan                      | Japonsko                     | 53 841    | 1988             | železniční | Aomori – Hakodate                |
| Eurotunel                   | Francie – Spojené království | 50 450    | 1994             | železniční | Calais – Folkestone              |
| Tunel Yulhyeon              | Jižní Korea                  | 50 300    | 2016             | železniční | Kangnam-gu – Pchjongtchek        |
| Tunel jezera Sung-šan       | Čína                         | 38 813    | 2016             | železniční | Kanton – Chuej-čou               |
| Tunel Hongkong Šen-čen      | Čína                         | 35 655    | 2018             | železniční | Hongkong – Šen-čen               |
| Nový Lötschberský tunel     | Švýcarsko                    | 34 577    | 2007             | železniční | Bern – Brig                      |
| Nový Tunel Guanjiao         | Čína                         | 32 605    | 2014             | železniční | Si-ning – Golmud                 |
| Tunel Ping'an               | Čína                         | 28 398    | 2023             | železniční | Čcheng-tu - Lan-čou              |
| Západní tunel Qinling       | Čína                         | 28 236    | 2016             | železniční | Železniční trať Golmud–Lhasa     |
| Tunel Guadarrama            | Španělsko                    | 28 377    | 2007             | železniční | AVE Madrid – Valladolid          |
| Tchajchangský tunel         | Čína                         | 27 848    | 2009             | železniční | CRH Š’-ťia-čuang – Tchaj-jüan    |
| Tunel Hakkóda               | Japonsko                     | 26 455    | 2010             | železniční | Šinkansen Hačinohe – Aomori      |
| Tunel Iwate-ičinohe         | Japonsko                     | 25 810    | 2002             | železniční | Šinkansen Morioka – Hačinohe     |
| Tunel Musil                 | Jižní Korea                  | 25 080    | 2021             | železniční | Wondžu - Čečchon                 |
| Tunel Pajares               | Španělsko                    | 24 667    | 2023             | železniční | AVE Valladolid – Gijón           |
| Lærdalský tunel             | Norsko                       | 24 510    | 2000             | silniční   | Lærdal – Aurland                 |
| Tunel Lainzer/Wienerwald    | Rakousko                     | 23 844    | 2012             | železniční | Vídeň – Linec                    |
| Jižní Lü-liang-šanský tunel | Čína                         | 24 470    | 2014             | železniční | Lü-liang – Ž’-čao                |
| Tunel Te-šeng               | Čína                         | 22 943    | 2024             | železniční | Čcheng-tu – Si-ning              |
| Tunel Iijama                | Japonsko                     | 22 225    | 2015             | železniční | Šinkansen Nagano – Kanazawa      |
| Tunel Daišimizu             | Japonsko                     | 22 221    | 1982             | železniční | Šinkansen Niigata – Tokio        |
| Tunel Qingyunshan           | Čína                         | 22 175    | 2013             | železniční | Nan-čchang - Pchu-tchien         |
| Tunel Lüliangshan           | Čína                         | 20 785    | 2011             | železniční | Tchaj-jüan - Jin-čchuan          |
| Tunel Geumjeong             | Jižní Korea                  | 20 323    | 2010             | železniční | KTX Daegu – Pusan                |
| Tunel Wushaoling            | Čína                         | 20 050    | 2006             | železniční | Lien-jün-kang – Urumči           |
| Simplonský tunel II         | Itálie–Švýcarsko             | 19 824    | 1922             | železniční | Brig – Milano                    |
| Simplonský tunel I          | Itálie–Švýcarsko             | 19 803    | 1906             | železniční | Brig – Milano                    |
| Tunel Vereina               | Švýcarsko                    | 19 058    | 1999             | železniční | Klosters – Saglians              |
| Tunel Šin-kanmon            | Japonsko                     | 18 713    | 1975             | železniční | Šinkansen Kitakjúšú – Šimonoseki |
| Tunel Vaglia                | Itálie                       | 18 561    | 2009             | železniční | TAV Bologna – Florencie          |
| Tunel Appennino             | Itálie                       | 18 507    | 1934             | železniční | Bologna – Florencie              |
| Tunel Čchin-ling            | Čína                         | 18 457    | 2002             | železniční | Si-an – An-kchang                |
| Tunel Zhongnanšan           | Čína                         | 18 040    | 2007             | silniční   | Si-an – An-kchang                |
| Tunel Xuefengshan           | Čína                         | 17 892    | 2013             | železniční | Nan-čchang - Pchu-tchien         |
| Tunel Gaoganshan            | Čína                         | 17 612    | 2013             | železniční | Nan-čchang - Pchu-tchien         |
| Tunel Yongshouliang         | Čína                         | 17 161    | 2013             | železniční | Si-an - Pching-liang             |
| Gotthardský silniční tunel  | Švýcarsko                    | 16 918    | 1980             | silniční   | Lucern – Lugano                  |
| Tunel Rokkô                 | Japonsko                     | 16 250    | 1972             | železniční | Šinkansen Ósaka – Kóbe           |
| Tunel Solan                 | Jižní Korea                  | 16 240    | 2012             | železniční | Taebaek – Samcheok               |
| Mnoho kratších tunelů       |                              |           |                  |            |                                  |

### Ve stavbě
Tento seznam nezahrnuje tunely v projekční fázi ani ve fázi ražení průzkumné štoly.
| Název                           | Stát            | Délka v m | Plánované zahájení provozu | Využití    | Trasa                       |
| ------------------------------- | --------------- | --------- | -------------------------- | ---------- | --------------------------- |
| Úpatní tunel Mont d’Ambin       | Francie–Itálie  | 57 500    | 2032                       | železniční | Lyon - Turín                |
| Brennerský úpatní tunel         | Rakousko–Itálie | 55 000    | 2028                       | železniční | Innsbruck-Bolzano           |
| Tunel I-kung                    | Čína            | 42 362    | 2030                       | železniční | Ja-an - Ňingthri            |
| Tunel Šanghajského letiště      | Čína            | 40 188    | 2025                       | železniční | Šanghajské letištní spojení |
| Tunel hory Se-ťi-la             | Čína            | 37 965    | 2030                       | železniční | Ja-an - Ňingthri            |
| Tunel metropolitní oblasti č. 1 | Japonsko        | 36 924    | 2027                       | maglev     | Tokio - Nagoja              |
| Tunel Perlové řeky              | Čína            | 36 043    | 2025                       | železniční | Kanton - Fo-šan             |
| Tunel Gaoligongshan             | Čína            | 34 531    | 2025                       | železniční | Ta-li - Rui-li              |
| Tunel Tuo-mu-ke                 | Čína            | 34 348    | 2030                       | železniční | Ja-an - Ňingthri            |
| Tunel oblasi Čúkjó č. 1         | Japonsko        | 24 210    | 2027                       | maglev     | Tokio - Nagoja              |
| Tunel Te-ta                     | Čína            | 33 350    | 2030                       | železniční | Ja-an - Ňingthri            |
| Tunel Chaj-c'-šan               | Čína            | 33 020    | 2030                       | železniční | Ja-an - Ňingthri            |
| Koralmský tunel                 | Rakousko        | 32 893    | 2026                       | železniční | Koralmská dráha             |
| Semmerinský úpatní tunel        | Rakousko        | 27 300    | 2025                       | železniční | Vídeň - Bruck an der Mur    |